# Trullská synoda

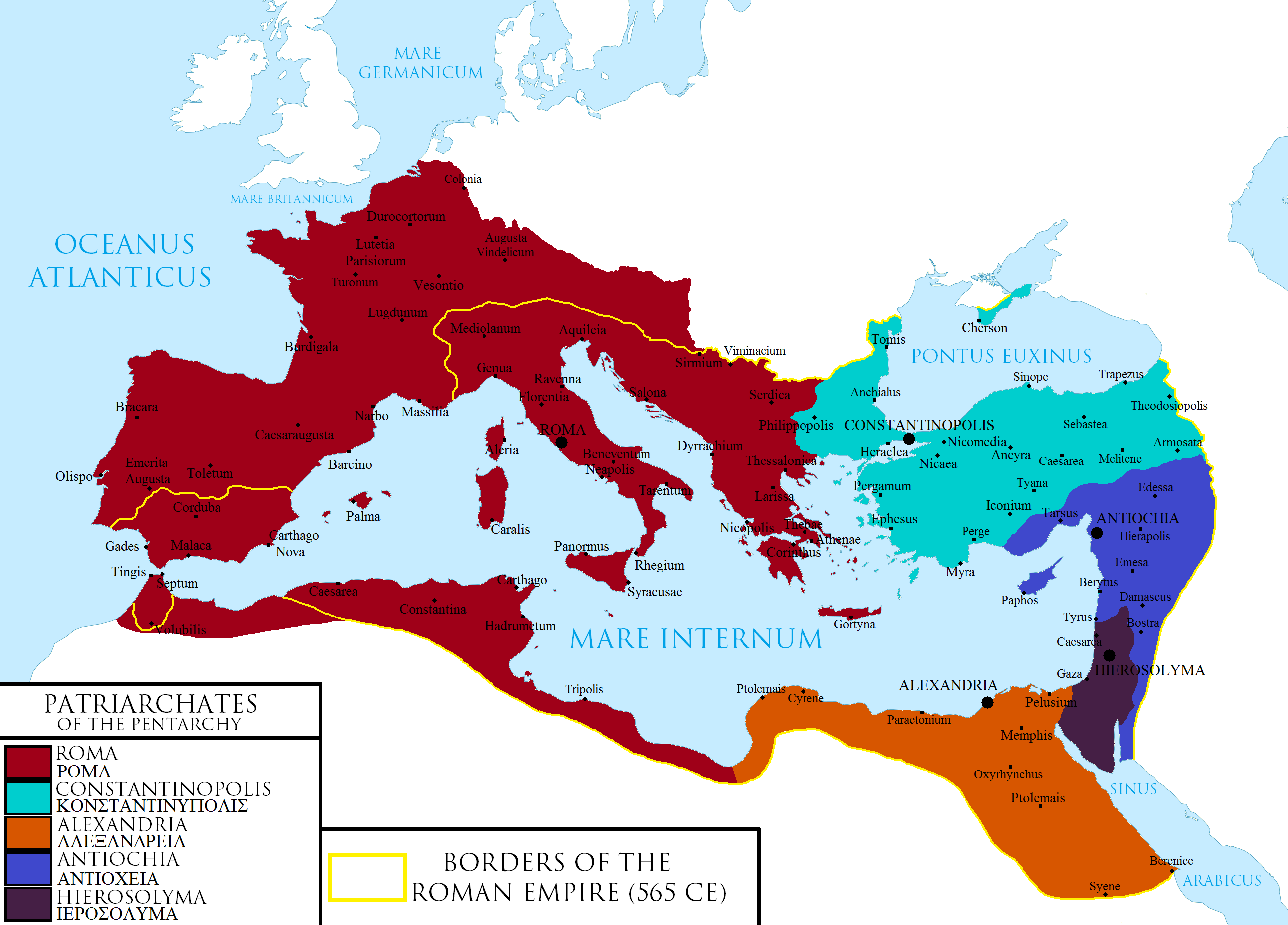
Pentarchie

Trullská synoda, zvaná též quinisextský koncil (pětišestý koncil), byla synoda, kterou svolal císař Justinián II. do klenutého zasedacího sálu (in trullo) císařského paláce v Konstantinopoli v roce 692. Důvodem svolání byla skutečnost, že Druhý a Třetí konstantinopolský koncil (který se sešel v témže sále jako trullská synoda) nedokázaly vytvořit závazné normy církevní disciplíny. Pravoslaví uznává trullskou synodu (coby součást či dovršení 5. a 6. ekumenického koncilu) za ekumenický koncil. Západní církev nikdy tuto synodu jako ekumenickou neuznala.

## Historie
Synody se neúčastnil žádný ze západních biskupů, ačkoli jistý Basil z Gortyny z Ilýrie se vydával za papežského legáta.

## Závěry synody
Koncil dovolil kněžím, aby se ženili, avšak biskupům nařizoval celibát. Zasedání také odsoudilo veškeré církevní zvyklosti, které nejsou v souladu se zvyklostmi konstantinopolskými. V předzvěsti pozdějšího obrazoborectví zakázal koncil veškeré nefigurální zpodobení Ježíše Krista (např. jako velikonočního beránka).
Celkem 102 koncilních kánonů tvoří základ pravoslavného církevního práva a jsou významným svědectvím o životě církve v 7. století.